# Priča o igračkama
Priča o igračkama (eng. Toy Story) jest računalno-animirani film iz 1995. godine animacijskoga studija Pixar. Redatelj je John Lasseter, a glasove u originalnoj verziji posudili su između ostalih i Tom Hanks te Tim Allen. Producenti su Ralph Guggenheim i Bonie Arnold, a film je distribuirao Walt Disney Pictures. Scenarij potpisuju Joss Whedon, Andrew Stanton, Joel Cohen i Alec Sokolow, dok je glazbu skladao Randy Newman.
Priča o igračkama prvi je film u potpunosti nastao računalnom animacijom. Priča se usredotočuje na grupu igračaka koje ožive nakon što njihov vlasnik nije prisutan, fokusirajući se na Woodyja, kauboj igračku, i na Buzza Lightyeara, akcijsku igračku astronauta.
Film je zaradio 361 milijuna dolara diljem svijeta. Recenzije i kritike su bile izuzetno pozitivne pohvaljujući osobito inovativnu animaciju i duhovitost scenarija.
Film je dobio i nastavke. Priča o igračkama 2 bila je uspješnija od prvog izvornog filma. U listopadu 2009. godine obje verzije su dorađene u 3D izdanju, a 18. lipnja 2010. izašao je i novi dio Priča o igračkama 3, a zatim je 2019. godine izašao i film Priča o igračkama 4.

## Hrvatska sinkronizacija
- Woody: Krešimir Mikić
- Buzz Svjetlosni: Ranko Zidarić
- Krumpiroslav: Branko Meničanin
- Žićo: Dean Krivačić
- Reks: Nenad Cvetko
- Krmi: Ljubomir Kerekeš
- Mala Bo: Barbara Prpić
- Endi: Marin Grbin
- Sid: Filip Grladinović
- Gospođa Davis: Jelena Miholjević
- Bojnik: Luka Peroš
- Hena: Lena Kosić
- TV najavljivač Leni: Hrvoje Klobučar
- Morski pas, Ranjeni vojnik: Denin Serdarević
- Slovko: Ronald Žlabur

## Unutarnje poveznice
- Pixar Animation Studios

## Vanjske poveznice
- Priča o igračkama: Pixar službena stranica (engl.)
- Priča o igračkama: Disney službena stranica (engl.)
- Priča o igračkama u internetskoj bazi filmova IMDb-a (engl.)
- Priča o igračkama na Box Office Mojo (engl.)
- Priča o igračkama na Rotten Tomatoes (engl.)